# Ponthieva garayana
Ponthieva garayana là một loài thực vật có hoa trong họ Lan. Loài này được Dodson & R.Vásquez miêu tả khoa học đầu tiên năm 1989.